# Kamers en suite

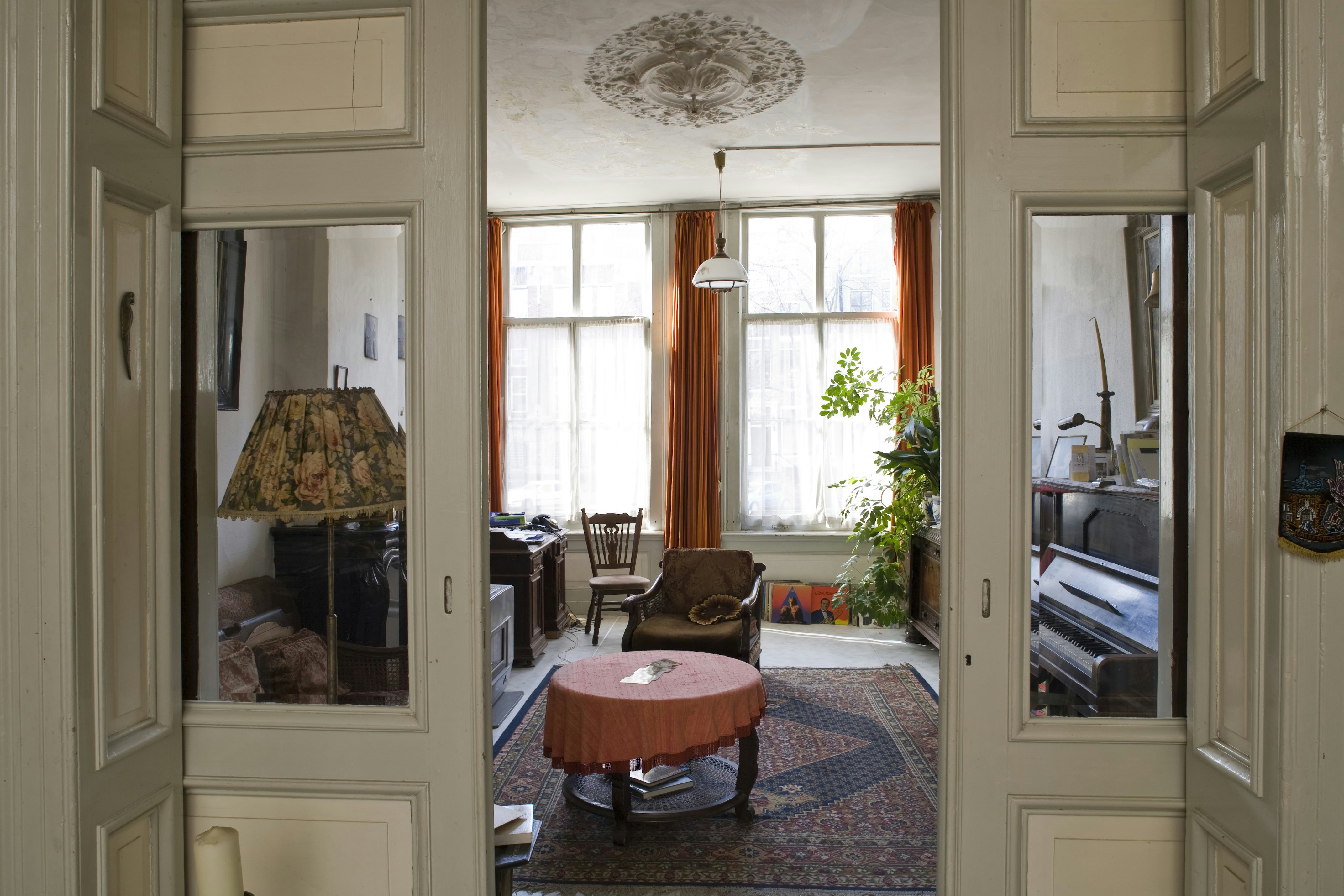
Kamers en suite in Amsterdam

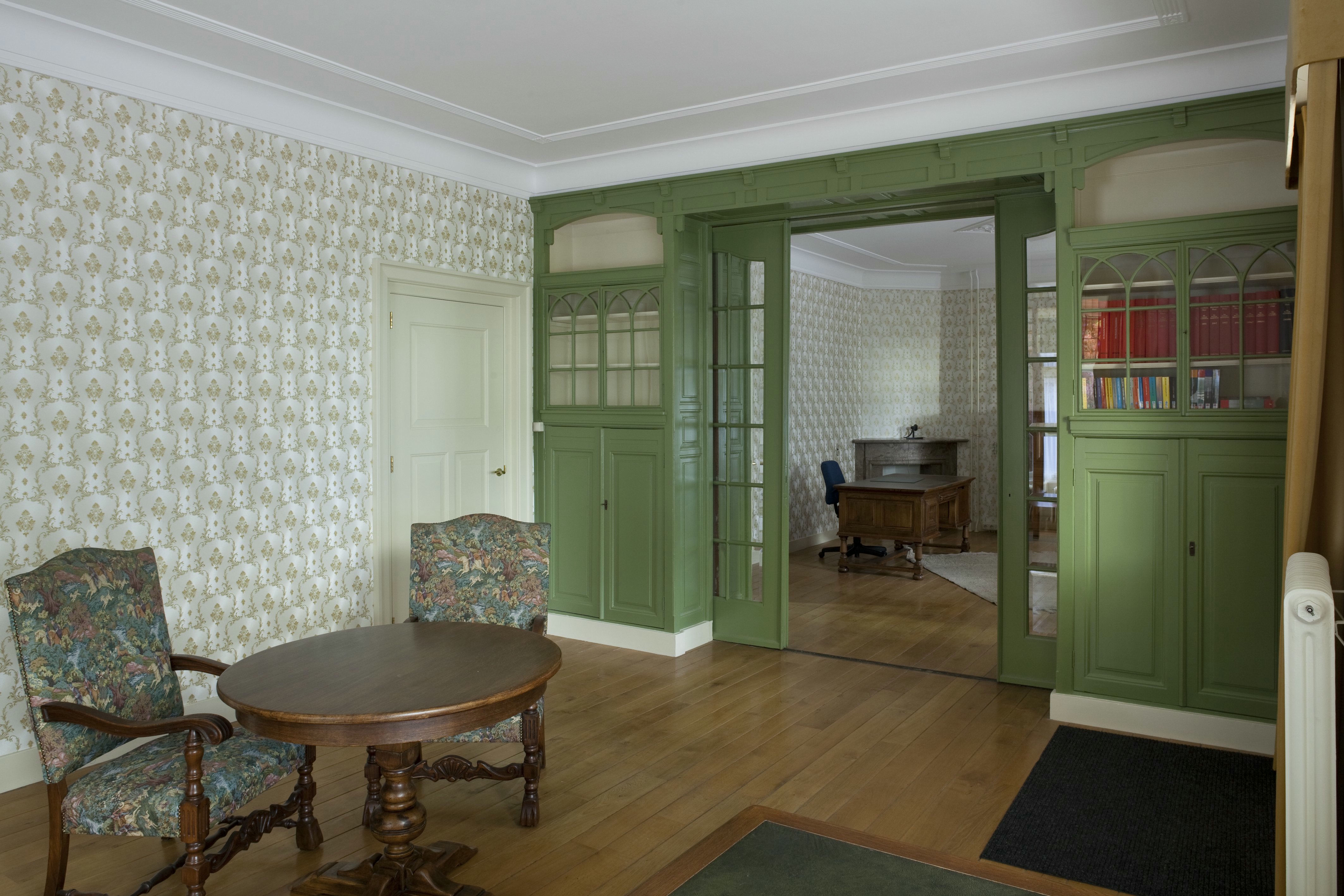
Twee kamers en suite in Heerenveen

Kamers en suite (ook wel kamer en suite) of suite is de benaming voor een combinatie van een voorkamer, de kamer aan de straatkant, en een achterkamer, gescheiden door een of twee schuifdeuren. De schuifdeuren beslaan de halve breedte van de ruimte. De deuren worden meestal achter kasten geschoven, zodat aan beide zijden van de deur opbergmogelijkheden zijn. Soms is in een van de kamers echter geen kast maar een muur te zien. De deuren kunnen geheel van hout zijn, vaak met panelen, of ingezet met sierglas of glas in lood, zodat er meer licht in de andere ruimte komt. Beide kamers van de suite hebben een deur naar de gang.

## Gebruik
De kamer aan de straatkant, de voorkamer of mooie kamer, wordt vaak gebruikt om (zakelijk) bezoek te ontvangen. De achterkamer is dan de eigenlijke woonkamer. Twee kamers en suite kunnen ook beide aan de voor- of aan de achterkant liggen.
De kamers kunnen natuurlijk ook op andere dan de genoemde wijze gebruikt worden. Soms dient de achterkamer als slaapkamer of kinderkamer. Andere bewoners kiezen voor een grote woonkamer: de tussendeur staat permanent open. In dat geval staat er vaak een meubel tegen een van de deuren naar de gang, zodat die deur nooit gebruikt wordt.

## Trivia
De suite werd soms ingericht als theater, waarbij de ene kamer als podium en werkruimte dient en het publiek in de andere kamer plaatsnam. Meestal voor een optreden in de huiselijke sfeer, maar het komt ook voor dat een woning met een suite als openbaar theater wordt ingericht. De uitdrukking "tussen de schuifdeuren" als aanduiding voor een optreden in de huiselijke sfeer, vindt haar oorsprong in de suite, waar de schuifdeuren als theatergordijn fungeerden en de ruimte tussen de schuifdeuren als podium.